# David Filo
David Filo (Wisconsin, 20 de abril de 1966) é um empresário estadunidense e cofundador da empresa Yahoo!, junto com Jerry Yang.